# Вільям Голмс (велогонщик)
Вільям Голмс (англ. William Holmes, 14 січня 1936) — британський велогонщик.
Срібний призер Олімпійських Ігор 1956 року в командній шосейній гонці, учасник 1960 року.